# Bansuri

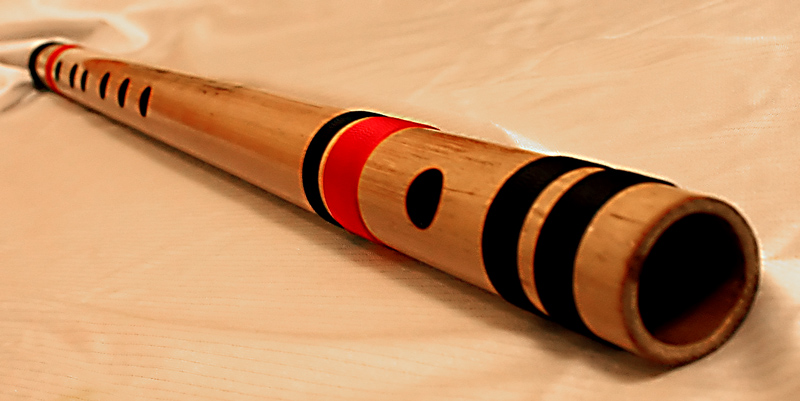
7-Loch-Bansuri

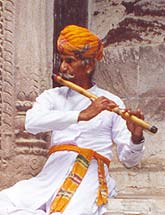
Bansurispieler in Jodhpur

Bansuri (Hindi बांसुरी, IAST baṃsurī), auch bansi, bansri, basuri, bas, basi, basli, basuli steht in mehreren nordindischen Sprachen für viele unterschiedliche Arten von Flöten, meist für Querflöten, die in der indischen Musik gespielt werden. Häufig bestehen die bansuri aus Bambus, für den bis in das 1. Jahrtausend zurückzuverfolgenden Flötennamen sind auch andere Materialien überliefert. Die Wurzel des Wortes ist vamsha (Sanskrit: „Bambus“, „Flöte“).

## Bauform und Spielweise
Die bansuri wird in unterschiedlichen Längen mit im Normalfall etwa 50 Zentimetern hergestellt und hat sechs oder sieben Grifflöcher. Das nahe Ende ist geschlossen, das ferne Ende offen. Sie besitzt kein Mundstück und ist diatonisch gestimmt. Halbtöne können durch teilweises Abdecken der Grifflöcher oder Änderungen des Anblaswinkels erzeugt werden, ebenso die in der indischen Musik wichtigen Verzierungen wie Glissandi und Shruti.
Die bansuri wird in der Volksmusik und klassischen Musik Nordindiens gespielt. Der bekannteste Musiker auf diesem Instrument ist Hariprasad Chaurasia, der im Westen unter anderem mit John McLaughlin und Jan Garbarek Aufnahmen machte. Zu den bekanntesten Flötenspielern Indiens gehört weiterhin Ronu Majumdar, der auch mit Ravi Shankar und George Harrison auftrat. Daneben sind Raghunath Seth durch seine Aufnahmen (mit dem Jazzflötisten Chris Hinze) und Rupak Kulkarni (mit Stefan Rigerts Talking Drums) in Europa bekannt geworden. Pandit Pannalal Ghosh (1911–1960) war ein berühmter Flötist aus Bengalen, der die bansuri zum Konzertinstrument machte. Nityanand Haldipur (* 1948 in Mumbai) vertritt wie Gosh den strengen Stil der Maihar-Gharana.

## Herkunft und Verbreitung
Querflöten tauchen mehrfach an Steinreliefs am Stupa von Sanchi im 1. Jahrhundert n. Chr. auf. Höhlenmalereien in Ajanta um 700 zeigen ebenfalls Querflöten. Als Zeichen ihres hohen Alters gilt, dass sie das Attribut des Gottes Krishna ist, der sie im Kreis von Hirtenmädchen (Gopis) spielt und im Tanztheater Ras lila entsprechend mit der Flöte dargestellt wird. Seine Flöte trägt den Namen murali. Symbolisch steht sie für das Instrument, auf dem Gott spielt, um die Menschen in seinen Bann zu ziehen.
Bezeichnungen für Bambusflöten in Indien sind neben bansi, bansari, bansuli, bansri und vamshi auch murali, pava und kolalu. Von Indien gelangte der Namen nach Südostasien, wo in Java aus der älteren Bambuslängsflöte bansuli (vansali) die heutige Flöte suling wurde. In Sumatra heißt bansi eine Bauform der saluang. Die südindische Bambusflöte venu ist wesentlich kleiner als die in der klassischen nordindischen Musik gespielte Flöte.
Der Abstand von nahen Ende zum Blasloch beträgt bei den indischen Querflöten drei bis acht Zentimeter. Eine Ausnahme bilden die seltenen, in der Mitte angeblasenen Flöten wie die surpava in Maharashtra und die veno in Gujarat. 